# Молдовська рівнина
Молдовська рівнина (рум. Câmpia Moldovei) — географічний район на північному сході Румунії у регіоні Західна Молдова на кордоні з Республікою Молдова. Незважаючи на назву, Молдовська рівнина не рівнинна, а регіон, усіяний пагорбами, що є центрально-північною частиною Молдовської височини. Вона має висоту 200 м, і складається з Верхньої та Нижньої рівнин Жижія.
До 1940 року цей термін означав рівнину Жижія і долину Середнього Пруту, ще Бєльцький степ, оскільки три регіони мають однаковий рельєф та природну рослинність. В Молдові іноді Бєльцький степ і Середню долину Пруту об'єднують в один термін — Бєльцький степ.
З усіх трьох боків Молдовська рівнина оточена пагорбами: плато Сучава на заході, Дністровські пагорби на півночі та плато Бирлад на півдні. Рівнина обмежена на сході річкою Прут. На півдні західної частини лежить долина річки Жижія, притока Прута.
Регіон є традиційним сільськогосподарським районом, якому сприяють кілька факторів, такі як чорнозем (земля з дуже високою природною родючістю), високий ступінь вирубки лісів, що відбувся в 19 столітті, і традиція.
Культивують культури, овочі, промислові рослини (наприклад, тютюн), плодові дерева (наприклад, яблуні), корм для худоби, іноді вирощують виноград, картоплю та ягоди. Сільське господарство в переважній більшості домінує над традиційною рослинністю, (листяними) лісами та лише зрідка лісовими степами.
Традиційні дикі тварини — вовки, лисиці, кролики, кабани, козулі, лелеки, гуси, качки — дуже рідко зустрічаються поза кількома лісами, що залишились. Традиційний район вирощування коней, Молдовська рівнина з початку 20 століття спеціалізується на тваринництві (коровах, вівцях) та птахівництві.